# 1433

## Родени
- Щефан чел Маре – румънски владетел.

## Починали
- 14 август – Жуау I, крал на Португалия